# 자유광장 (트빌리시)

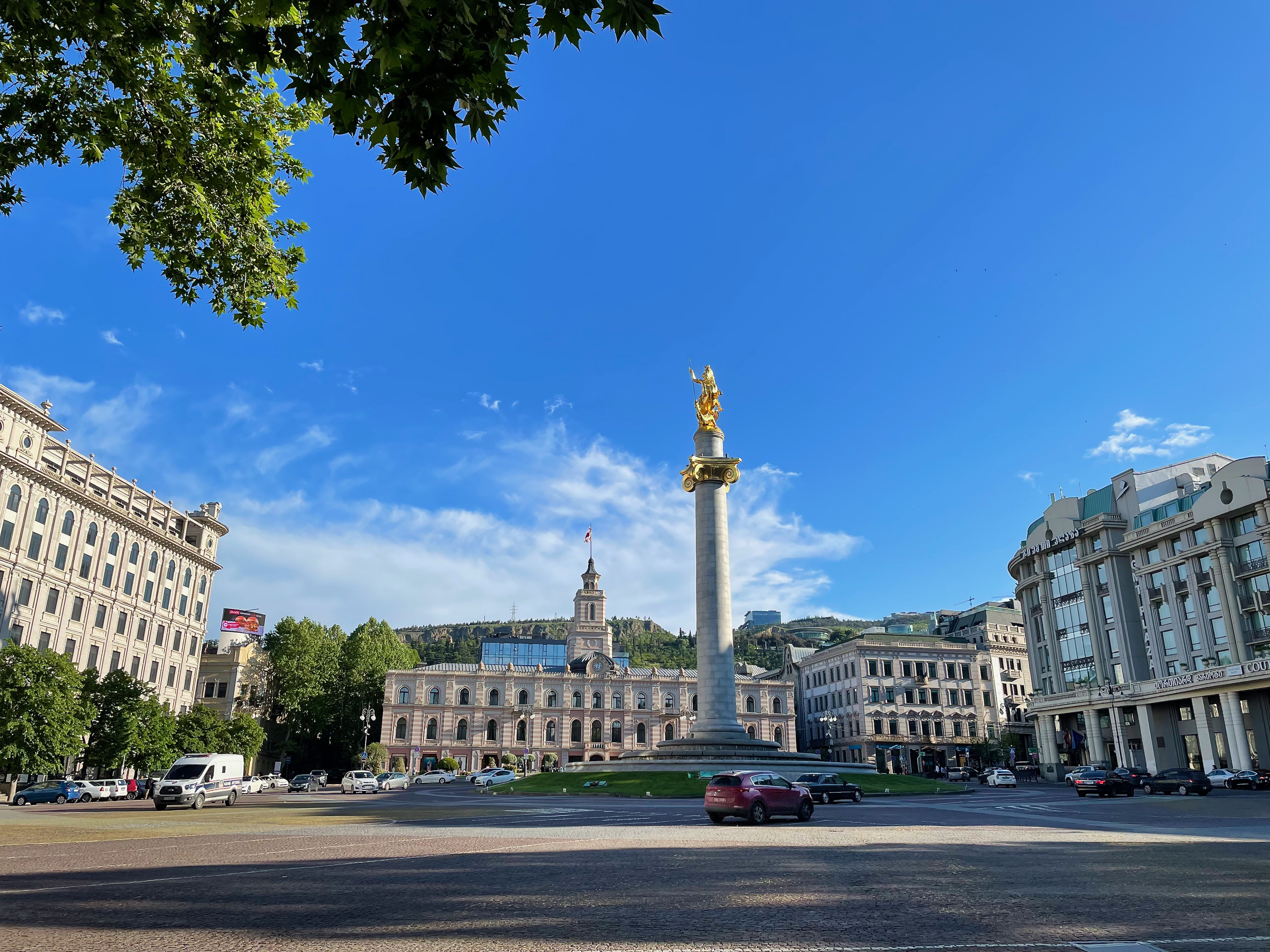
자유광장

자유광장(조지아어: თავისუფლების მოედანი)은 조지아 트빌리시에 있는 광장이다.